# Internationale Büstenhalter-Größensysteme

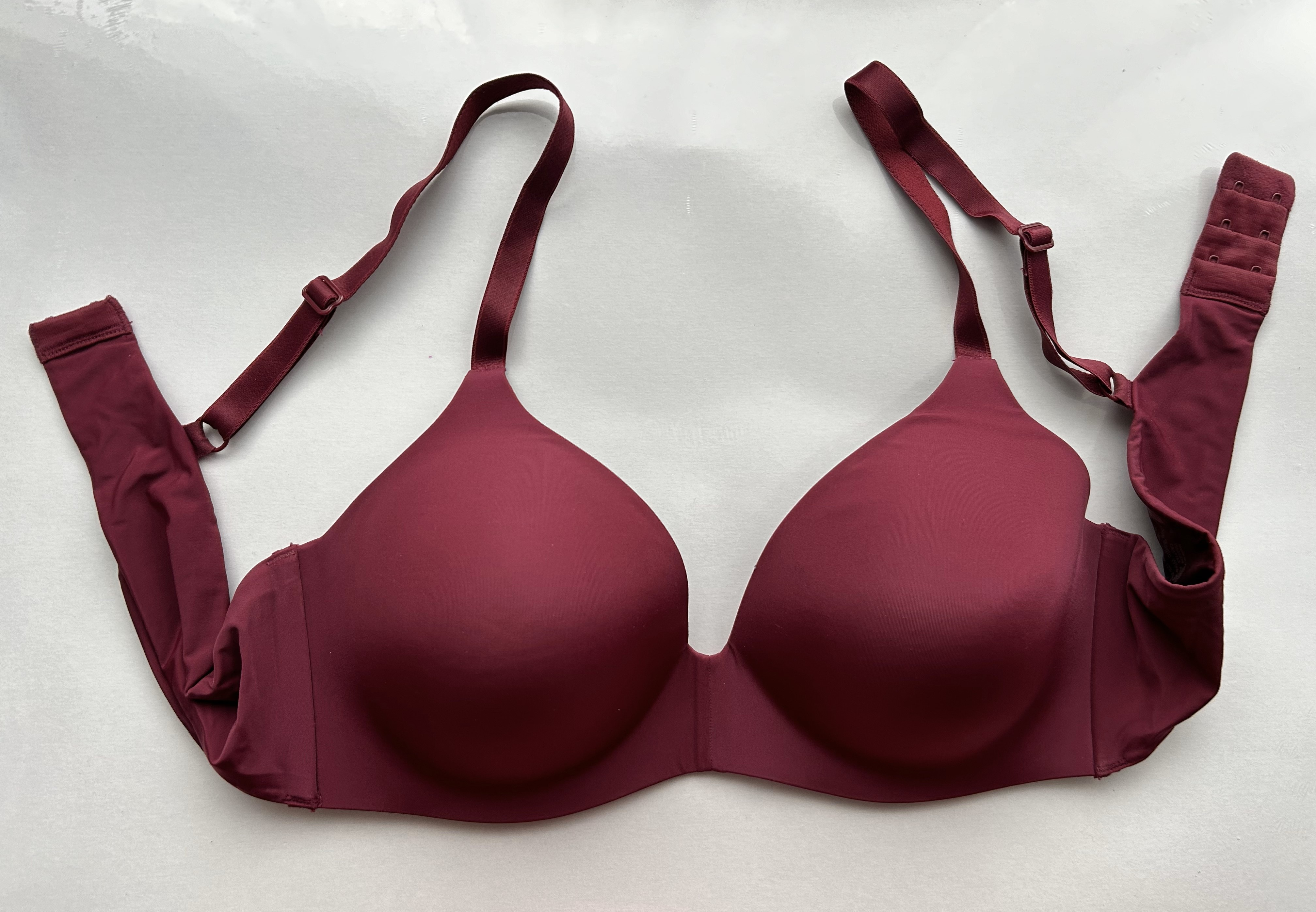
Moderner Schalen-BH, weinrot

Internationale Büstenhalter-Größensysteme ist eine Liste verschiedener international gebräuchlicher Größensysteme von Büstenhaltern.

## Größensysteme in der Europäischen Union
Im Folgenden werden die offiziellen Größensysteme verschiedener Länder dargestellt. Viele Hersteller haben außerdem eigene Größensysteme, auch können Modelle desselben Herstellers trotz gleicher Größenangabe unterschiedlich ausfallen.

### Europäisches Größensystem
| Unterbrustumfang | Unterbrustbandgröße | Unterbrustbandgröße | Unterbrustbandgröße | Unterbrustbandgröße | Unterbrustbandgröße |
| cm               | EU                  | FR BE ES            | IT                  | IT                  | AU NZ               |
| ---------------- | ------------------- | ------------------- | ------------------- | ------------------- | ------------------- |
| 58–62            | 60                  | 75                  | 0                   |                     | 6                   |
| 63–67            | 65                  | 80                  | 1                   | I                   | 8                   |
| 68–72            | 70                  | 85                  | 2                   | II                  | 10                  |
| 73–77            | 75                  | 90                  | 3                   | III                 | 12                  |
| 78–82            | 80                  | 95                  | 4                   | IV, IIII            | 14                  |
| 83–87            | 85                  | 100                 | 5                   | V                   | 16                  |
| 88–92            | 90                  | 105                 | 6                   | VI                  | 18                  |
| 93–97            | 95                  | 110                 | 7                   | VII                 | 20                  |
| 98–102           | 100                 | 115                 | 8                   | VIII                | 22                  |
| 103–107          | 105                 | 120                 | 9                   | IX, VIIII           | 24                  |
| 108–112          | 110                 | 125                 | 10                  | X                   | 26                  |
| 113–117          | 115                 | 130                 | 11                  | XI                  | 28                  |
| 118–122          | 120                 | 135                 | 12                  | XII                 | 30                  |
| 123–127          | 125                 | 140                 | 13                  | XIII                | 32                  |
| 128–132          | 130                 | 145                 | 14                  | XIIII               | 34                  |

| Differenz [cm] | Körbchen |
| -------------- | -------- |
| 10–12          | AA       |
| 12–14          | A        |
| 14–16          | B        |
| 16–18          | C        |
| 18–20          | D        |
| 20–22          | E        |
| 22–24          | F        |
| 24–26          | G        |
| 26–28          | H        |
| 28–30          | I        |
| 30–32          | J        |
| 32–34          | K        |
| 34–36          | L        |
| 36–38          | M        |
| 38–40          | N        |
| 40–42          | O        |
| 42–44          | P        |
| 44–46          | Q        |
| 46–48          | R        |
| 48–50          | S        |
| 50–52          | T        |
| 52–54          | U        |
| 54–56          | V        |
| 56–58          | W        |
| 58–60          | X        |
| 60–62          | Y        |
| 62–64          | Z        |
| 64–66          | ZZ       |
| 66–68          | ZZZ      |

Die Größenangabe der Büstenhalter ist innerhalb Europas in der Norm EN 13402 (Größenbezeichnung von Bekleidung) festgelegt. Die Unterbrustbandgröße (g) entspricht dem auf 5 cm gerundeten Unterbrustumfang (u). Die Körbchengröße (c) ergibt sich aus der Differenz zwischen Brustumfang (b) und der Unterbrustbandgröße (g); die Bezeichnungen sind prinzipiell alphabetisch beliebig erweiterbar.
{\displaystyle g_{\text{EU}}=\left[u\right]_{5\,{\text{cm}}}=5\cdot \left\lfloor {\frac {u+2{,}5\,{\text{cm}}}{5\,{\text{cm}}}}\right\rfloor }
{\displaystyle c_{\text{EU}}=\left[b-g_{\text{EU}}\right]_{2\,{\text{cm}}}=f\left(\left[{\frac {b-g_{\text{EU}}-11\,{\text{cm}}}{2\,{\text{cm}}}}\right]\right)}
Das europäische System hat gegenüber verschiedenen anderen Systemen einige Vorteile:
- Der gemessene Unterbrustumfang in Zentimetern entspricht (gerundet) direkt der Zahl der BH-Bezeichnung.
- Die Körbchenbezeichnungen sind streng alphabetisch geordnet.
- Die Körbchengrößen sind etwas feiner abgestuft (2 cm statt 1 Zoll [2,54 cm]) als im angloamerikanischen Raum.

Hervorzuheben ist, dass die Körbchengröße auf Basis der auf volle 5 cm gerundeten Unterbrustbandgröße (g) ermittelt wird. Die messtechnisch ermittelte Differenz aus Brustumfang (b) und Unterbrustumfang (u) kann nicht unmittelbar in eine Körbchengröße überführt werden. Zum Beispiel führen die Messwerte b = 96 cm und u = 76 cm zu einer BH-Größe von 75E, die Messwerte b = 99 cm und u = 79 cm jedoch zu einer BH-Größe von 80D. Trotz identischer gemessener Differenz von 20 cm unterscheiden sich die Körbchengrößen.
Die europäischen bzw. deutschen Kleidergrößen (k) beruhen ebenfalls auf dem Brustumfang, indem 6 vom gerundeten und halbierten Messwert abgezogen wird. Dementsprechend sollte theoretisch einer Frau mit der Kleidergröße 38 abhängig von ihrem Unterbrustumfang ein BH der Größen 60G–J, 65D–H, 70B–E oder 75A–C passen, umgekehrt sollte eine Frau mit der BH-Größe 75B gut in Kleider der Konfektionsgröße 38 oder 40 passen.
{\displaystyle k_{\text{DE}}=\left[b\right]_{4\,{\text{cm}}}=2\cdot \left\lfloor {\frac {b-10\,{\text{cm}}}{4\,{\text{cm}}}}\right\rfloor }

### Frankreich
Das französische Größensystem, das auch in Spanien und Belgien verbreitet ist, verwendet dieselben Maße wie das europäische, unterscheidet sich aber in der Bezeichnung. Die Zahlenangabe der französischen BH-Größe entspricht nicht dem Unterbrustumfang bzw. der Unterbrustbandgröße, sondern dem Brustumfang bei einem entsprechenden B-Körbchen. Daher müssen zur europäischen Unterbrustbandgröße 15 cm addiert werden. Beispielsweise entspricht somit die europäische Größe 75B der französischen Größe 90B.
{\displaystyle g_{\text{FR}}=g_{\text{EU}}+15=5\cdot \left\lfloor {\frac {u+17{,}5\,{\text{cm}}}{5\,{\text{cm}}}}\right\rfloor }
{\displaystyle c_{\text{FR}}=c_{\text{EU}}}
{\displaystyle k_{\text{FR}}=k_{\text{EU}}+2=2\cdot \left\lfloor {\frac {b-6\,{\text{cm}}}{4\,{\text{cm}}}}\right\rfloor }

### Italien
| Differenz [cm] | Körbchen |
| -------------- | -------- |
| 12,5           | AA       |
| 15,0           | A        |
| 17,5           | B        |
| 20,0           | C        |
| 22,5           | D        |
| 25,0           | DD = E   |
| 27,5           | F        |
| 30,0           | FF       |
| 32,5           | G        |
| 35,0           | GG       |

Im italienischen Größensystem werden die Unterbrustbandgrößen durch Ordnungszahlen 1–12 in arabischen oder römischen Ziffern bezeichnet. Die Körbchengrößen werden in Schritten von 2,5 cm eingeteilt und kommen dem amerikanischen System nahe, das mit 2,54 cm-Schritten arbeitet.
{\displaystyle g_{\text{IT}}={\frac {g_{\text{EU}}}{5}}-12=\left\lfloor {\frac {u-57{,}5\,{\text{cm}}}{5\,{\text{cm}}}}\right\rfloor }
{\displaystyle c_{\text{IT}}=\left[b-u\right]_{2{,}5\,{\text{cm}}}=f\left({\frac {b-u-12{,}5\,{\text{cm}}}{2{,}5\,{\text{cm}}}}\right)}
{\displaystyle k_{\text{IT}}=k_{\text{EU}}+4=2\cdot \left\lfloor {\frac {b+2\,{\text{cm}}}{4\,{\text{cm}}}}\right\rfloor }

## Britisches und US-amerikanisches Größensystem

### Britisches Größensystem
| Differenz | Körbchengröße | Körbchengröße |
| Zoll      | UK            | US            |
| --------- | ------------- | ------------- |
| −1        | AA            | AA            |
| 0         | A             | A             |
| 1         | B             | B             |
| 2         | C             | C             |
| 3         | D             | D             |
| 4         | DD            | DD, E         |
| 5         | E             | DDD, F        |
| 6         | F             | DDDD, G       |
| 7         | FF            | H             |
| 8         | G             | I             |
| 9         | GG            | J             |
| 10        | H             | K             |
| 11        | HH            | L             |
| 12        | J             | M             |
| 13        | JJ            | N             |
| 14        | K             | O             |
| 15        | KK            | P             |
| 16        | L             | Q             |
| 17        | LL            | R             |
| 18        | M             | S             |
| 19        | MM            | T             |
| 20        | N             | U             |

Vergleich der Körbchengrößen im britischen und europäischen System

Das Diagramm verdeutlicht das relative Verhältnis von Körbchengröße und Unterbrustweite im britischen Größensystem. Obwohl die Größe des Cups immer gleich bleibt, verändert sich mit zunehmender Unterbrustweite seine Bezeichnung.

Das britische System verwendet die Maßeinheit Zoll (2,54 cm). Die Unterbrustbandgröße (g) wird aus dem Unterbrustumfang (u) berechnet. Handelt es sich um eine gerade Zahl, werden 4 Zoll addiert, bei einer ungeraden Zahl 5 Zoll. Die so ermittelte (gerade) Zahl gibt die Unterbrustbandgröße an. Die Körbchengröße (c) wird als Differenz zwischen Brustumfang (b) und Unterbrustbandgröße (g) bestimmt. Ein Zoll Unterschied entspricht einem A-Körbchen, zwei Zoll einem B-Körbchen.
{\displaystyle g_{\text{UK}}=\left[u\right]_{2\,{\text{in}}}=2\cdot \left\lceil {\frac {u+4\,{\text{in}}}{2\,{\text{in}}}}\right\rceil }
{\displaystyle c_{\text{UK}}=\left[b-g\right]_{1\,{\text{in}}}=f\left({\frac {b}{1\,{\text{in}}}}-g_{\text{UK}}\right)}
Die Körbchenfolge ist nicht streng alphabetisch wie im europäischen System, sondern enthält eine Fülle von Doppelbuchstaben, die jedoch eigenständige Größen kennzeichnen. Durch die unterschiedliche Differenzbestimmung kann rechnerisch bspw. eine europäische 75B einer englischen 34A–C oder 36A entsprechen und umgekehrt eine 34C einer 70D–E oder 75B–E. Bei der Ermittlung der Brustbandgröße (g) hat die Addition von 4 bzw. 5 Zoll zum Unterbrustumfang (u) ihren Ursprung in der ursprünglich verwendeten Methode, die Messung am Brustansatz (d. h. oberhalb der Brüste) durchzuführen und als Teil der BH-Größe zu verwenden. Etwa im Jahr 2011 ist im Internet der sog. „Streit um die +4“ entbrannt, bei dem es seither darum geht, ob die +4-Regel für die Mehrzahl der Frauen eine ungünstige Passgenauigkeit erzielt.

### Vereinigte Staaten
Das amerikanische Größensystem geht auf die 1930er Jahre zurück und ist damit historisch am ältesten. Bei der Unterbrustbandgröße entspricht es dem britischen System, bei den Körbchengrößen über D gibt es jedoch Unterschiede: Sie erhalten keine eigene Buchstabenbezeichnung, sondern werden als DD (E), DDD = 3D (F) bezeichnet, wobei es auch von jedem Hersteller abhängig ist, wie es benannt wird. Die meisten benutzen das oben erwähnte System, manche benennen es aber mit „D“, „DD“, „DDD“, „DDDD“, „E“, „EE“... Andere benutzen das britische System. Des Weiteren existiert das System, das ab „D“ einfach eine Zahl hinten anhängt, die angibt wie viel „D“ es sind, also z. B. 40D4 = 40DDDD = 40G, so dass der Vergleich der Cupgrößen ab „E“ sehr schwierig wird.
| System            | Differenz |
| ----------------- | --------- |
| „Standard“        | 4 in      |
| „DDDD, E, EE ...“ | 7 in      |
| „UK“              | 5 in      |

## Weitere Größensysteme

### Japan
| Differenz [cm] | Körbchen |
| -------------- | -------- |
| 10,0           | A        |
| 12,5           | B        |
| 15,0           | C        |
| 17,5           | D        |
| 20,0           | E        |
| 22,5           | F        |
| 25,0           | G        |
| 27,5           | H        |
| 30,0           | I        |
| 32,5           | J        |
| 35,0           | K        |

Die Kennzeichnung in Japan ist umgekehrt zur europäischen. Zuerst wird die Cup-Größe, dann das Unterbrustbandmaß genannt, also z. B. B75 statt 75B. Wichtig ist, dass die Unterbrustweite zwar wie die europäische Größe berechnet und benannt wird, aber die Cupgröße schon bei 10 cm Differenz für einen A-Cup an beginnt, jedoch wie in Italien in Schritten von 2,5 cm unterteilt ist.

### Australien und Neuseeland
Das ozeanische System entspricht weitestgehend dem europäischen System, die Unterbrustbandgröße wird aber in Zweierschritten angegeben, z. B. 8 oder 10. Diese erhält man, indem man die EU-Größe durch 2,5 cm teilt und dann 18 abzieht. Damit entspricht eine Bandgröße 8 einer 65 (EU). Die Cups sind in Zweizentimeter-Schritten unterteilt und entsprechen prinzipiell dem europäischen System, nur ab Cup E ist es um eins verschoben, da es eine Größe „DD“ gibt. Die Bandgröße entspricht in etwa den britischen Konfektionsgrößen für Kleider.
{\displaystyle g_{\text{AU/NZ}}=\left[{\frac {u}{2{,}5\,{\text{cm}}}}\right]_{2}-18={\frac {g_{\text{EU}}}{2{,}5}}-18=\left\lfloor {\frac {u-45\,{\text{cm}}}{2{,}5\,{\text{cm}}}}\right\rfloor _{2}}
{\displaystyle c_{\text{AU/NZ}}=\left[b-g_{\text{AU/NZ}}\cdot 2{,}5\,{\text{cm}}\right]_{2\,{\text{cm}}}=f\left(\left[{\frac {b-g_{\text{AU/NZ}}\cdot 2{,}5\,{\text{cm}}-11\,{\text{cm}}}{2\,{\text{cm}}}}\right]\right)}
Wobei es je nach Quellen auch für die Cups die englische Bezeichnung gibt, also mit Doppelbuchstaben.